# Enoplognatha nigromarginata
Enoplognatha nigromarginata là một loài nhện trong họ Theridiidae.
Loài này thuộc chi Enoplognatha. Enoplognatha nigromarginata được Hippolyte Lucas miêu tả năm 1846.